# لغات رومنسية يهودية
اللغات الرومنسية اليهودية هي اللغات المشتقة من اللغات الرومنسية يستعملها عدد من المجتمعات اليهودية والذين أدخلوا عليها تغييرات تؤهلها لأن تكون لغات قائمة بذاتها تضاف إلى العدد الكبير من اللغات اليهودية.

## اللغات

### الكتالانية
اليهودية الكاتالانية وهي لغة ما زالت بعض آثارها تلمح في لغة مجتمعات اليهود المستخفين في شمال وشرق إسبانيا بالإضافة إلى جزر البليار.

### الإيطالية اليهودية
اليهودية الإيطالية، ويشار إليها أحيانا بالإيطالكيان كما أطلق عليها سولومون برنبوم في عام 1942 م، وهي لغة يتحدثها بطلاقة أقل من 200 شخص والذين يمثلون آخر ما تبقى من عدد كبير من لهجات اللغة اليهودية الإيطالية التي كانت تستخدم في إيطاليا وكورفو وعلى امتداد شواطيء البحر الأدرياتكيكي والبحر الأيوني.

### الآراغونية اليهودية
اليهودية الآراغونية هي لغة كانت تستخدم في شمال وسط إسبانيا من منتصف القرن الثامن الميلادي وحتى نفي اليهود من البلاد حيث اندمجت هذه اللهجة بلهجات أخرى من اليهودية الإسبانية أو اندثرت تماما في مقابل اللهجات اليهودية الإسبانية من جنوب إسبانيا والتي كان لها تأثير أوسع في ذلك الوقت، خصوصا فيما يعرف اليوم ببلنسية ومرسية والأندلسية.

### اللاتينية اليهودية
اليهودية اللاتينية تغطي عدد من المناطق الجغرافية وتحوي أشكال متنوعة من اللغة اللاتينية. يعتقد أن هذه الأشكال المختلفة من اليهودية اللاتينية كانت تستخدم من قبل مجتمعات معينة من اليهود في الإمبراطورية الرومانية.

### البرتغالية اليهودية
اليهودية البرتغالية هي لغة كان اليهود المستخفون الموزعون داخل البرتغال يستخدمونها. وكغيرها من اللغات اليهودية، تحوي هذه اللغة عددا من الألفاظ المهجورة في اللغة البرتغالية. ولم يتبقى حاليا من هذه اللغة إلا آثار تظهر في لغات اليهود المستخفين في البرتغال، خصوصا حول بلمونت في الشمال
والغارف.

### لادينو
لادينو، وتعرف أيضا بعدة مسميات وتوجد في بلهجات مختلفة حسب المنطقة، هي لغة منحدرة من اللغة الإسبانية كما كان يتحدثها السفارديم، وهم أحفاد المجتمع اليهودي الإسباني الكبير والمؤثر قبل النفي من إسبانيا.

### شوآديت
الشوآديت هي لغة اليهود الأوكتانيون المتأثر باللغة العبرية والتي انتشرت في كافة مناطق جنوب فرنسا في العصور الوسطى. تمتلك هذه اللغة عددا من الأصوات الخاصة بها التي أخذت وغيرات من العبرية.

### زارفاتية
الزارفاتية، أو اليهودية الفرنسية، هي لغة يهودية مندثرة كانت تستعمل في شمال فرنسا الحالية ومناطق الدول المنخفضة وغرب ألمانيا.

## النشأة والتطور
لا يعرف على وجه التحديد كيف تشكلت وتطورت اللغات اليهودية الرومانسية ولكن النظريتين الأكثر قبولا تقول بأن هذه اللغات انحدرت من اللغة اليهودية اللاتينية وتطورت بشكل مواز لتطور اللغات الأخرى المنحدرة من اللاتينية أو أنه اليهودية الرومانسية قد تطورت ونمت حسب اللغة المستخدمة في المجتمع. هنالك نظرية أخرى تقول تتبنى أجزاء من كلتا النظريتين وتزعم بأن بعض اللغات اليهودية الرومانسية -والتي قد تشمل الزارفاتية والشوآديث والإيطالكيانية والكاتالانية- قد انحدرت من لغات يهودية لاتينية ولكن بعضها الآخر -والتي قد تشمل كالزارفاتية والكاتالانية واللادينو واليهودية البرتغالية- قد تطورت بشكل مستقل.

## الوضع الحالي
اللغات اللاتينية اليهودية والزارفاتية والشوآديت واليهودية الأراغونية تعتبر الآن لغات منقرضة. فقد انقرضت اليهودية اللاتينية منذ العصور القديمة، والزارفاتية اليهودية الأراغونية منذ العصور الوسطى، والشوآديت عندما توفي آخر متحدثيها في عام 1977 م.
البرتغالية اليهودية والكاتالانية اليهودية ما زالت موجودة كآثار في كلام مجتمعات اليهود المستخفين في شبه الجزيرة الأيبرية وجزر البليار.
أما الإيطالية اليهودية والتي كانت قبل جيلين تستخدم من قبل ما يقارب الخمسة ألآف من يهود إيطاليا، فإن عدد مستخدميها اليوم يقل عن 200 أغلبهم من كبار السن.
تستخدم اللادينو اليوم من قبل ما يقارب 150,000 شخص وهم من تبقى من مجتمع اليهود الإسبان في مصر والمغرب العربي، واليهود في الشرق الأوسط وخصوصا تركيا. وأغلب هؤلاء يتقن لغتين على الأقل.
وكبقية اللغات اليهودية، فإن مستقبل اللغات الرومنسية اليهودية غير أكيد. ويرجع هذا إلى زيادة سيطرة العبرية كوسيلة اتصال بين اليهود في الشرق الأوسط، وكذلك انتشار الإنجليزية كلغة راقية، بالإضافة إلى الأهمية الاقتصادية لتحدث اللغات المحلية في المجتمعات التي يعيش فيها اليهود، وخصوصا في تركيا.